# Кириллов, Анатолий Дмитриевич
Анатолий Дмитриевич Кириллов (2 октября 1947, Магнитогорск, Челябинская область, РСФСР, СССР — 18 февраля 2021, Екатеринбург, Россия) — доктор исторических наук, профессор Уральского федерального университета, член Академии политической науки, директор Центра истории Свердловской области.

## Биография
Родился 2 октября 1947 года в городе Магнитогорске Челябинской области.
В 1962 году окончил музыкальную школу № 1 по классу скрипки. В 1966 году окончил среднюю школу в Магнитогорске с серебряной медалью.
В 1971 году окончил Магнитогорский горно-металлургический институт по специальности «инженер-электрик», затем закончил Свердловскую высшую партийную школу.
В 1984 году защитил диссертацию на соискание степени кандидата исторических наук на тему «Деятельность партийных организаций Урала по ускорению темпов научно-технического прогресса в чёрной металлургии (1976—1980 г.г.)», а в 1998 году был удостоен докторской степени, защитив докторскую диссертацию на тему «Социально-политическое развитие регионов в период становления новой российской государственности, 1990—1998 годах (на материалах Урала)».
Трудовую деятельность начал ещё в 1971—1972 годах мастером электромонтажного управления на Магнитогорском металлургическом комбинате. Затем стал секретарём Магнитогорского горкома ВЛКСМ в 1972—1975 годах; в 1975—1980 годах — на партийной работе. С августа 1982 года директор исследовательского центра — лаборатории по изучению практики партийной и советской работы.
С 1990 доцент, с 2001 профессор УрГУ.
В 1994—1995 годах являлся заведующим отделом социально-политических технологий Свердловской областной Думы. Был в администрации губернатора Эдуарда Эргартовича Росселя начальником информационно-аналитического управления в 02.10.1995—1997 годах, советником Губернатора Свердловской области по политическим вопросам в 1997—2000 годах.
С 2001 года — директор Свердловского регионального общественного учреждения «Институт региональной политики», и с 2002 года — издатель журнала «Уральский федеральный округ. УрФО».
С ноября 2006 года по сентябрь 2015 года создаёт Центр современной политической истории Урала (Уральский центр Б. Н. Ельцина), являлся его директором. С 2015 года входил в состав научного совета Президентского Центра Б. Н. Ельцина.

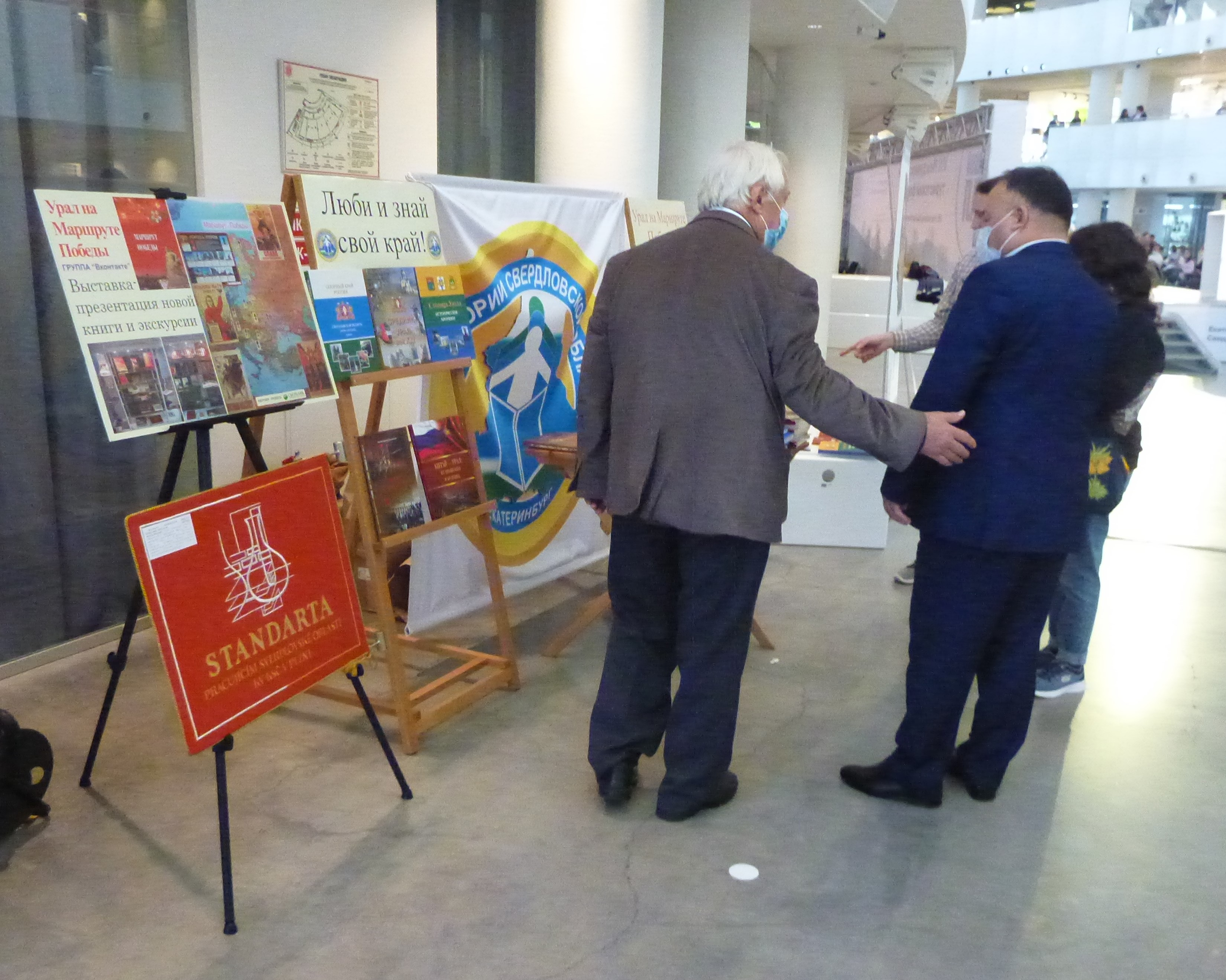
Анатолий Кириллов у стенда Центра истории Свердловской области на форуме «Большой Урал», Ельцин-центр, 25 сентября 2020 года

С сентября 2015 года создавал Центр истории Свердловской области и является его директором.
Скончался 18 февраля 2021 года в Екатеринбурге. Похоронен на Широкореченском кладбище.

## Семья
Супруга — Наталья Борисовна Кириллова, советский и российский культуролог, кандидат искусствоведения, доктор культурологии, профессор. Заведующая кафедрой культурологии и социально-культурной деятельности Уральского федерального университета. Заслуженный деятель искусств Российской Федерации (2005).
Сын — Борис Анатольевич Кириллов, заместитель полномочного представителя Президента Российской Федерации в Уральском федеральном округе (с 2013 года), выпускник Уральского государственного университета им. А. М. Горького (ныне — Уральский федеральный университет).

## Награды
За свои достижения был неоднократно награждён:
- почётная грамота от Министерства культуры России;
- почётная грамота от Губернатора Свердловской области;
- 2007 — орден святого благоверного князя Даниила Московского III степени;
- 2007 — знак отличия «За заслуги перед Свердловской областью» III степени;
- 22 ноября 2012 — знак отличия «За заслуги перед Свердловской областью» II степени;
- диплом и премия «Признание» «за выдающиеся достижения в профессиональной деятельности и личный вклад в историю города Екатеринбурга».